# ユーゴスラビア人
ユーゴスラビア人（ユーゴスラビアじん、Југословени / Jugoslaveni）とは、
- かつて存在したユーゴスラビアの国民。ユーゴスラビア国籍保有者。なお「ユーゴスラビア」は、「南スラヴ人の国」を意味する。
- 多民族国家であったユーゴスラビアにおいて想定・提唱された統一的な民族概念、アイデンティティ。

本項では後者について詳述する。

## 概要
1953年、ユーゴスラビア連邦人民共和国で行われた、2回目の「人口調査」（＝日本の国勢調査に該当する）から導入されたカテゴリー。民族的帰属、および宗教的帰属を問う項目に関連する。
主な背景として2点を挙げることが出来る。
第一に、建国の思想的基盤である「南スラヴの統一」という観点から、当時、ユーゴスラビア人意識が国民に浸透すると理想論的に考えられた点がある。第二に、ボスニア・ヘルツェゴビナを中心とする、ムスリム人の独特な集団意識の扱いの変遷が挙げられる。
国勢調査による民族の調査は自己申告であり、本来の民族と異なるものを申請してもさほど問題にならなかった土壌がユーゴスラビアには存在した。ユーゴスラビア崩壊後もユーゴスラビア人であると申告する人がいる。
同様に多民族国家において想像された民族としてチェコスロバキア人、ソ連人、中華民族がある。一方で70年以上存在したユーゴスラビアにおいてさまざまな民族間の混血が進んだ結果、両親の民族が異なるなどして自らの民族をユーゴスラビア人としか規定しようがない人々がかなりの数存在したのも確かである。
地域的には、民族間の混血が進んだ地域にユーゴスラビア人が多かった。具体的にはボスニア・ヘルツェゴビナ、セルビアのヴォイヴォディナ自治州等が該当する。また、地方からの流入者が多かったベオグラードをはじめとする都市部もこれに該当した。また、ある民族がマジョリティである地域において、マイノリティの民族である者が摩擦を避けるためにユーゴスラビア人とした場合も存在する。
自らの民族をユーゴスラビア人として申告した人の数は、1971年の国勢調査では273,077人（全人口の1.3%）、1981年の国勢調査では1,216,463人（全人口の5.4%）に昇った。ユーゴスラビア人が最も多かったのはこの時で、以降ユーゴスラビア解体の動きが進んでいく中で、自らの民族をユーゴスラビア人として申請する人の数は少なくなっていった。それでも1991年に行われたユーゴスラビア最後の国勢調査ではボスニア・ヘルツェゴビナで239,777人が、自らの民族をユーゴスラビア人として申告している。
ユーゴスラビア解体後、旧ユーゴスラビア構成諸国家では2001年から2003年にかけて国勢調査を実施しているが、2002年に実施されたセルビアの国勢調査では80,721人が自らの民族をユーゴスラビア人として申告している。
現在でも自らの民族をユーゴスラビア人として申告する者の思想的背景としては、当然これを導入した共産主義体制を支持する者も存在するが、単にユーゴスラビアを懐古する者、旧ユーゴスラビアにおけるユーゴスラビア紛争の反省から、民族間の融和に努めるべきであるという思想によりユーゴスラビア人を名乗るものまで幅広く存在する。また、思想とは別に単に自らの両親の民族が異なるからという理由でユーゴスラビア人として申告する者も存在する。